# Flugabwehrraketengruppe 25

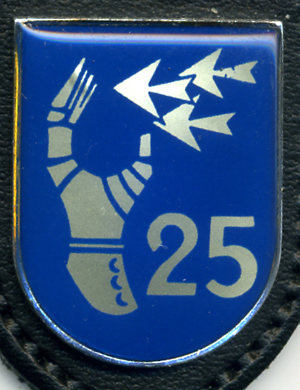
Wappen der FlaRakGrp 25

Die Flugabwehrraketengruppe 25 (FlaRakGrp 25) war von 1988 bis 2012 eine von ehemals sechs Patriot-Gruppen der Luftwaffe. Ihr letzter Standort war Stadum in Schleswig-Holstein. Hervorgegangen ist sie unter anderem aus dem von 1961 bis 1988 aktiven Flugabwehrraketenbataillon 25 (FlaRakBtl 25).

## Flugabwehrraketenbataillon 25
Am 1. Oktober 1961 wurde auf dem Fliegerhorst Diepholz während des Kalten Krieges mit dem Luftwaffenaufstellungsbefehl Nr. 190 vom 13. September 1961 das Flugabwehrraketenbataillon 25 (FlaRakBtl 25) aufgestellt und dem Flugabwehrraketenregiment 4 zugeordnet. Ausgerüstet mit dem US-amerikanischen Waffensystem MIM-3 Nike Ajax mit konventionellen Gefechtsköpfen, wurde das Bataillon mit seinen vier Kampfbatterien ab 1962 dem Flugabwehrraketenregiment 14 unterstellt. Ab 1963 wurde Barnstorf mit der Hülsmeyer-Kaserne neuer Standort des Flugabwehrraketenbataillons, dort wurde es auch am 15. Juli 1963 der NATO unterstellt. Ende der 1970er Jahre erfolgte eine Umrüstung auf das Waffensystem MIM-14 Nike Hercules mit atomar bestückbaren Gefechtsköpfen. Ab 1968 erfolgte die Zuordnung zum Flugabwehrraketenregiment 13. 
Die Batterien waren wie folgt disloziert:
- Stab in Eydelstedt (Wuthenau)
- 1. Batterie in Ahlhorn (Stellung Varrelbusch)
- 2. Batterie in Eydelstedt (Stellung Wuthenau)
- 3. Batterie in Wagenfeld (Stellung Wagenfeld)
- 4. Batterie in Lohne (Oldenburg) (Stellung Brägeler Moor)

Am 30. September 1988 wurde das Flugabwehrraketenbataillon 25 mit dem veralteten Waffensystem Nike Hercules aufgelöst.

### Kommandeure des FlaRakBtl 25
| Zeitraum  | Kommandeur                                           |
| --------- | ---------------------------------------------------- |
| 1962–1964 | Oberstleutnant Georg-Wilhelm Freiherr von Rheinbaben |
| 1964–1966 | Oberstleutnant Sebastian Probst                      |
| 1966–1970 | Oberstleutnant Joachim Scheider                      |
| 1970–1972 | Oberstleutnant Lothar Hippler                        |
| 1972–1974 | Oberstleutnant Klaus-Rainer Schröder                 |
| 1974–1976 | Oberstleutnant Friedrich Pletzing                    |
| 1976–1980 | Oberstleutnant Hans-Jürgen Flottrong                 |
| 1980–1983 | Oberstleutnant Burkhard Eigen                        |
| 1983–1985 | Oberstleutnant Rudolph Obermayer                     |
| 1985–1988 | Oberstleutnant Hartmut Oberfell                      |

## Flugabwehrraketengeschwader 25 und Flugabwehrraketengruppe 25
Am 1. Oktober 1988 erfolgte die Aufstellung als Flugabwehrraketengeschwader 25 (FlaRakG 25) in Eydelstedt und gehörte zum Flugabwehrraketenkommando 3 „Oldenburg“. Zusammengesetzt wurde die FlaRak 25 aus den ehemaligen Flugabwehrraketengruppen 11, 39 und 41 sowie 25.
Disloziert war das FlaRakG 25 wie folgt:
- Stab in Eydelstedt
- 1. Staffel in Ahlhorn (Stellung Varrelbusch)
- 2. Staffel in Eydelstedt (Stellung Schweringhausen)
- 3. Staffel in Wagenfeld (Stellung Wagenfeld)
- 4. Staffel in Lohne (Oldenburg) (Stellung Brägeler Moor)
- 5. Staffel in Delmenhorst-Deichhorst (Stellung Ristedt)
- 6. Staffel in Delmenhorst-Deichhorst (Stellung Ristedt)

Ab Januar 1991 erfolgte die Umrüstung auf das Waffensystem MIM-104 Patriot, am 1. März 1993 die Umbenennung des Geschwaders in Flugabwehrraketengruppe 25 (FlaRakGrp 25) und ein Standortwechsel nach Barnstorf. Ab 2002 wurde die FlaRakGrp 25 dem Flugabwehrraketengeschwader 4 unterstellt. Mit der Anpassung an die Luftwaffenstruktur 5 erfolgte die Auflösung des Flugabwehrraketengeschwaders 4 und ab 1. Januar 2004 wurde die Unterstellung der FlaRakGrp 25 zum Flugabwehrraketengeschwader 1  in Husum festgelegt, damit war die Gruppe dem Kommando der 4. Luftwaffendivision unterstellt. 
Am 30. Juni 2005 erfolgte die Auflösung als Flugabwehrraketengruppe 25 in Barnstorf und am 1. Juli 2005 die Aufstellung als Flugabwehrraketengruppe 25 in Stadum. Es folgten Auslandseinsätze in Usbekistan und Afghanistan. 2011 waren 38 Soldaten als Sicherungszug im Kosovo-Einsatz und wurden rund vier Monate zum Schutz der Fernmeldestation Cviljen südlich von Prizren und des Heeresfliegerverbandes in Topličane bei Suhareka eingesetzt. Am 11. Dezember 2012 wurde die Flugabwehrraketengruppe 25 aufgelöst.

### Kommandeure des FlaRakG 25 bzw. der FlaRakGrp 25
| Zeitraum  | Kommandeur                        |
| --------- | --------------------------------- |
| 1988–1993 | Oberst Dieter Panitzki            |
| 1993–1996 | Oberstleutnant Rüdiger Schlemm    |
| 1996–1998 | Oberstleutnant Klaus Lohmann      |
| 1998–2001 | Oberstleutnant René Höppner       |
| 2001–2004 | Oberstleutnant Michael Gschoßmann |
| 2004–2008 | Oberstleutnant Frank Wöllner      |
| 2008–2010 | Oberstleutnant José Pusch         |
| 2010–2012 | Oberstleutnant Josef Alt          |